# Andrés Roa
Andrés Felipe Roa (Sabanalarga, 25 maggio 1993) è un calciatore colombiano, centrocampista del Panaitōlikos.

## Carriera

### Club
Ha esordito nella massima serie del campionato colombiano con il Deportivo Cali nel 2015.

### Nazionale
Ha esordito con la nazionale colombiana nel 2015.
Viene convocato per la Copa América Centenario negli Stati Uniti